# Kalmina
Hamodes là một chi bướm đêm thuộc họ Noctuidae.